# Национальная ассоциация участников электронной торговли
НАУЭТ — Национальная ассоциация участников электронной торговли. На 11.05.2021 — ассоциация не существует.

## Информация об ассоциации
«Национальная ассоциация участников электронной торговли» (НАУЭТ) является некоммерческой негосударственной организацией, объединяющей в своих рядах организации различных форм собственности, объединённые общей сферой деятельности, связанной с использованием современных инфокоммуникационных технологий и глобальной сети Интернет в предпринимательской деятельности.
Данная сфера деятельности, получившая название электронная коммерция, подразумевает использование электронных торговых площадок при осуществлении торгово-закупочной деятельности, розничной online торговле, электронных государственных закупках, использовании Интернет в качестве канала продаж при предоставлении платных услуг в различных сферах деятельности.
Ассоциация была основана 18 сентября 2003 и, судя по сообщениям прессы, функционировала как минимум до 2012 года. Однако, по данным из архива Интернет, сайт ассоциации перестал отзываться в приблизительно в июне-июле 2011 года.
По данным с сайта ассоциации, инициаторами создания НАУЭТ выступили Институт системного анализа РАН, а также организации — операторы электронных торговых систем, представляющие более 20 регионов РФ. НАУЭТ так же утверждала об имеющейся поддержке её деятельности со стороны ТПП РФ, на сайте организации ТПП РФ, наряду с Российской Академией Наук, ИСИ РАН и МИРБИС обозначена как организация-партнёр НАУЭТ.
Наряду с рядом участников рынка, а также ассоциацией микрофинансовых организаций НАУМИР, НАУЭТ вошла в состав участников отраслевой ассоциации «Электронные деньги».

## Цели ассоциации
Своё предназначение НАУЭТ видит в:
- формировании в России социальной, экономической, технологической и политической среды, способствующей развитию и совершенствованию электронной коммерции и торговли;
- создании благоприятного имиджа России и членов Ассоциации, как лидеров в области электронной коммерции;
- влиянии на выработку представительными и исполнительными органами власти Российской Федерации политики в отношении электронной коммерции и торговли, отвечающей интересам членов Ассоциации, и содействие её эффективной реализации;
- создании условий для интеграции в единое информационное пространство существующих и вновь создаваемых информационных систем электронной коммерции и торговли и обеспечение открытости и доступности их для всех участников электронного рынка;
- содействии выработке и внедрению правил, направленных на предупреждение нарушений закона, мошенничества и недобросовестных действий со стороны участников электронной коммерции и торговли.

## Участники ассоциации
С составе ассоциации находятся различные государственные структуры и частные предприятия (в основном интернет-магазины).
По состоянию на июнь 2011 года их список около 30 государственных административных и научных структур, таких как Администрация Ульяновской области, АНО «Деловой центр Уральского федерального округа», Главное управление развития экономики и планирования Администрации Красноярского края, ГСУ «Фонд имущества Тамбовской области», Институт государства и права РАН, Институт системного анализа РАН, Министерство экономического развития и торговли Кабардино-Балкарской Республики, Министерство экономического развития и торговли Карачаево-Черкесской Республики Министерство экономического развития, торговли и предпринимательства Республики Алтай, Управление экономики Правительства Еврейской автономной области и т. д. и т. п.
Негосударственный сектор был представлен РАЕН, интернет-магазином Ozon.ru, процессинговой компанией Chronopay, частным учебным заведением МИРБИС,
Некоммерческим партнерством «Северо-Кавказская универсальная биржа» (СКУБ), дочерней компанией ЛАНИТа «Норбит» и рядом других не особенно известных организаций.
Ряд представителей организаций, которые не числятся в официальном списке ассоциации, участвуют в постоянных комитетах НАУЭТ.

## Структура ассоциации
В составе НАУЭТ работают следующие постоянные комитеты:
- Комитет по электронным торгам и информационному обеспечению госзаказа.

Председатель комитета — Емельянов Антон Андреевич, Генеральный директор ЗАО «Система Электронных Торгов»,.
- Комитет по электронной коммерции

Председатель комитета Врублевский, Павел Олегович, представитель процессинговой компании Chronopay.
- Комитет по платежным системам и банковским инструментам

Председатель комитета Ким, Борис Борисович, генеральный директор QIWI.
- Комитет по электронным билетам

Полозов-Яблонский Андрей Александрович, Аэрофлот.

## Мероприятия и проекты ассоциации

### Национальный рейтинг прозрачности закупок
Ежегодно. начиная с 2006 года, НАУЭТ формирует Национальный рейтинг прозрачности закупок (НРПЗ) при поддержке ФАС России, Минэкономразвития России, Счетной палаты РФ, профильных комитетов Государственной Думы РФ. Одним из главных продуктов аналитической работы, проводимой в рамках Проекта, является Рейтинг Прозрачности Государственных и Корпоративных Закупок. Участниками Рейтинга Прозрачности являются наиболее значимые федеральные и региональные закупщики, а также лидеры российского корпоративного сектора. Для целей составления Рейтинга Прозрачности проводится детальный анализ действующей практики осуществления закупок крупнейшими государственными и корпоративными структурами. Главным фактором, влияющим на оценку закупочной деятельности участников при составлении Рейтинга, является соблюдение стандартов прозрачности и экономической эффективности закупочной деятельности.
В задачи Проекта НРПЗ входит:
- непрерывный мониторинг состояния и тенденций национального рынка закупок;
- анализ предложений и текущих программ реформирования системы государственного управления в области закупок;
- анализ международной практики противодействия коррупции, повышения прозрачности и стимулирования экономической эффективности закупок государственных и корпоративных структур;
- открытое информирование общественности и средств массовой информации о масштабах и степени проникновения коррупции на национальном рынке закупок;
- консультирование государственных структур и представителей российского корпоративного сектора по вопросам внедрения и развития современных методов закупок.

Оглашение рейтинга и награждение победителей рейтинга прозрачности закупок происходит в Торгово-промышленной палате РФ.

### Ежегодный отчет о состоянии электронной торговли
НАУЭТ готовит ежегодный отчёт о состоянии электронной торговли в России.
Отчёт распространяется бесплатно по заинтересованным организациям и прессе и служит массово цитируемым источником информации об отрасли. Несмотря на то, что по содержанию отчёта раздаётся и критика, по всей видимости эту критику следует считать свидетельством влияния этой информации на рынок.